# لين هوتون
كان السير ليونارد هاتون (23 يونيو 1916 - 6 سبتمبر 1990)، هو لاعب كريكيت إنجليزي لعب دور الضارب الافتتاحي لنادي مقاطعة يوركشاير للكريكيت من عام 1934 إلى عام 1955 ولإنجلترا في 79 مباراة تجريبية بين عامي 1937 و 1955. وصفه Wisden Cricketers 'Almanack بأنه أحد أعظم رجال المضرب في تاريخ لعبة الكريكيت. لقد سجل رقماً قياسياً في عام 1938 لأعلى أدوار فردية في مباراة اختبار في ظهوره السادس في الاختبار فقط ، حيث سجل 364 جولة ضد أستراليا، وهو معلم صمد لما يقرب من 20 عامًا (ولا يزال سجل اختبار إنجلترا). بعد الحرب العالمية الثانية، كان الدعامة الأساسية في قتال إنجلترا. في عام 1952، أصبح أول لاعب كريكيت محترف في القرن العشرين يقود منتخب إنجلترا. تحت قيادته، فازت إنجلترا بالرماد في العام التالي لأول مرة منذ 19 عامًا.

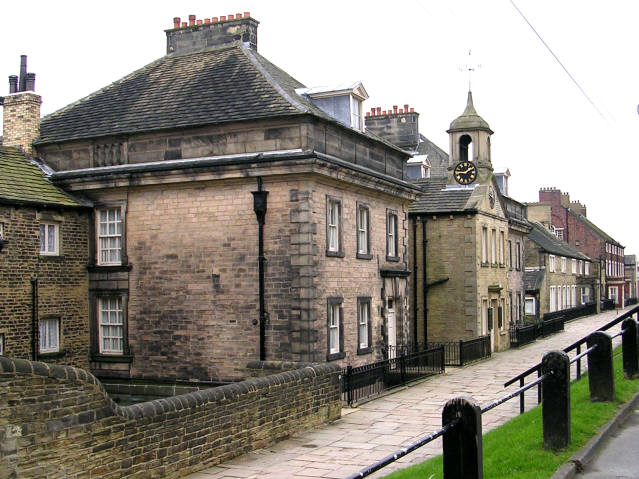
فولنيك ، حيث نشأ هوتون

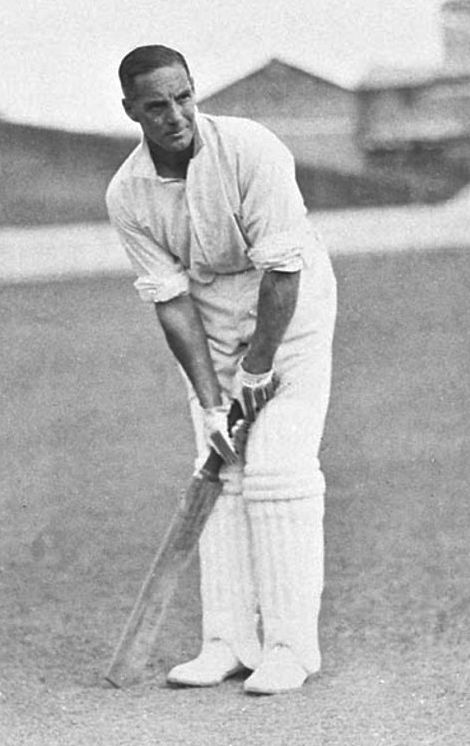
هربرت ساتكليف في عام 1924: أدرك ساتكليف إمكانات هوتون في بودسي خلال عام 1929. أسس لاحقًا شراكة افتتاحية مع Hutton وكتب أن شريكه كان «أعجوبة - اكتشاف جيل».

## روابط خارجية
- Len Hutton at ESPNcricinfo